# Michael Apelgren
Michael Apelgren (Stockholm, 1984. június 20. –) svéd válogatott kézilabdázó, edző.

## Pályafutása

### Klubcsapatokban
Sportos családban született, édesapja labdarúgó, édesanyja válogatott kézilabdázó volt. Játékosként legnagyobb sikereit a Hammarby IF Handboll, illetve az IK Sävehof együttesével érte el, akikkel ötször nyert svéd bajnoki címet. 2013-ban a Puerto Sagunto játékosa lett, és a következő szezonban harmadik lett a spanyol élvonal góllövőlistáján, 165 találattal. Ezt követően Norvégiába, az Elverum Håndballhoz igazolt.

### Edzőként
Visszavonulása után az Elverum edzője lett, amellyel hat alkalommal nyert bajnoki címet. 2020 nyarán a Sävehof edzője lett, irányításával 2021-ben és 2024-ben is bajnok lett a csapat. A Sävehof irányítása mellett 2022 nyarától a svéd válogatott stábjának is a tagja, mint Glenn Solberg segédedzője.
2024 nyarától a MOL-Pick Szeged vezetőedzője.